# Dresdner Abend-Zeitung

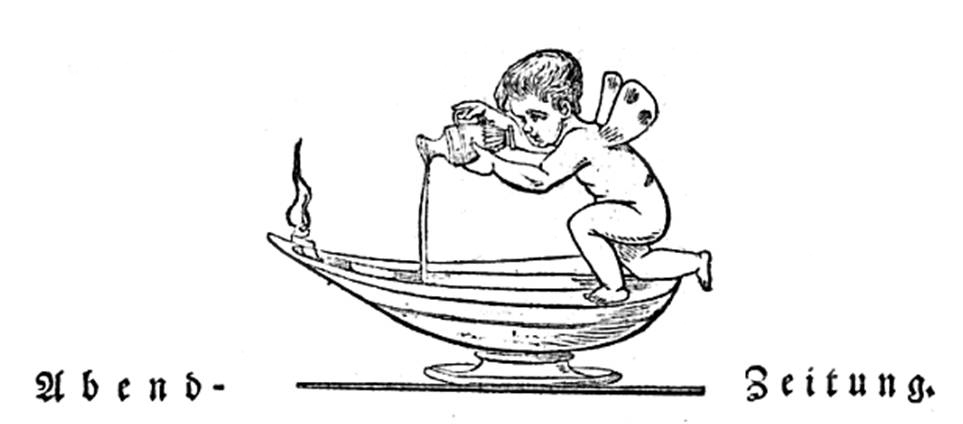
Zeitungskopf der Abend-Zeitung von 1826

Die Abend-Zeitung war eine in Dresden herausgegebene Zeitung. Sie erschien zunächst von 1805 bis 1806 und wurde dann 1817 neu gegründet und bis 1843 von Theodor Hell herausgegeben. 1857 wurde die Abend-Zeitung eingestellt.
Von 1879 bis 1881 erschien dreimal wöchentlich die Dresdner Abendzeitung.